# Stadtverkehr
Stadtverkehr ist der innerstädtische Personen- und Güterverkehr. Unterschieden wird meist nur zwischen Individualverkehr und öffentlichem Verkehr (Stadtverkehr wird zum ÖPNV im Stadtgebiet). Voraussetzung ist das Vorhandensein einer städtischen Infrastruktur.

## Infrastruktur
- Straßennetz
  - Ausfallstraßen als Bindeglied in die Region, Stadtautobahn, Umgehungsstraßen,
  - Hauptstraßen, Durchgangsstraßen, Wohnstraßen (-gebiet), verkehrsberuhigte Zone,
  - Verkehrswege: Radverkehrsanlagen, Fahrradstraßen, Spielstraße.
- Gehweg, Reitweg.
- Schienenwege
  - innerhalb der Straße (Straßenbahn) oder parallel zur Straße,
  - eigene Wege auf Straßenebene oder eigener Ebene (über / unter der Straße).
- Wasserwege: Flüsse, Seen, Kanäle, Grachten,
- Tunnel und Unterführungen, Einschnitt- und Hochbahnen.
- Parkmöglichkeiten (Parkhäuser, -plätze, Kurzparkzonen).

## Verkehrsarten

### Individualverkehr
Besonders der Pkw- und Lkw-Verkehr bestimmt das Aussehen der Städte und das Leben in den Städten. Diskutiert wird daher über Verbote bzw. Mautpflicht für den Individualverkehr in die Innenstädte. Voraussetzung dafür ist ein sehr gut ausgebautes Netz öffentlicher Verkehrsmittel. Der Stadtverkehr zeigt ein sehr vielfältiges Bild:
- Pkw, Lkw, Motorrad, Fahrrad, Behindertenfahrzeug, (Elektro-)Rollstuhl, Pferd, Kutsche, Kinderfahrzeug, Skateboard, (Motor-)Boot, Rikscha, Fußverkehr.
- Berufsverkehr, Schüler-, Studenten-, Kindergartenverkehr, Besuchs-, Sozialverkehre, Einkaufsfahrten, Freizeit-, Kultur-, Ausflugs-, Touristikfahrten.
- Transport- und Lieferverkehre

### Kombinierte Verkehre
Park-and-ride, Park-and-rail sowie Bike-and-ride (Fahrradstellplätze oder -parkhäuser an Haltepunkten) verbinden Individual- und öffentlichen Verkehr miteinander. Sie dienen auch dem Anschluss der Region an das Stadtinnere. Der Fußweg zur Bus- oder Bahnhaltestelle im Großen: Anfahrt per Fahrrad, Auto. Eine besondere Form ist Kiss-and-ride. Park and Rail verbindet den städtischen Verkehr mit anderen, auch weiter entfernten Städten bzw. Regionen oder auch zentralen Flughäfen.

### Öffentlicher Personennahverkehr (ÖPNV)
Zu unterscheiden ist zwischen Verkehrsmitteln mit eigenen Wegen (besonders Bahnen) und solchen, die öffentliche Wege (Straßen, Flüsse) mitbenutzen. Öffentliche Verkehrsmittel können das Stadtbild prägen: die U-Bahn-Silhouette am Hamburger Hafen, die Wuppertaler Schwebebahn, Doppeldeckerbusse, umfangreiche Bahnanlagen und -brücken.
- U-Bahn, Stadtbahn, Straßenbahn (Tram, MetroTram in Berlin), Stadtbus (Metrobus, Linienbus, Autobus), Schnellbus, Oberleitungsbus, Taxi, Anrufbus, Sammeltaxi.
- Stadtschnellbahn (S-Bahn) als Bindeglied zum Regionalverkehr. Auch Regionalzüge (Regionalbahn RB, Regionalexpress RE) und Regionalbusse können Aufgaben im Stadtverkehr übernehmen.
- Besondere Verkehrsmittel: Standseil- oder Schwebebahnen (z. B. Nerobergbahn Wiesbaden), öffentliche Aufzüge (z. B. Schlossberglift in Graz), Fähren, Hafenfähren, Schiffslinien, Rikschas.
- Sonstige Verkehrsmittel: Schulbus, Werkbus, Behindertenbus, Touristiklinie.

### Sonstige Personenverkehre
- Fahrgemeinschaften, Krankentransporte,
- Gelegenheits- und Ausflugsverkehre von der Stadtrundfahrt bis zur PartyTram.

### Öffentlicher Güternahverkehr
Der Begriff „öffentlicher Verkehr“ steht heute fast ausschließlich für den Personen(nah)verkehr (ÖPNV). Öffentlicher Güterverkehr findet allenfalls für Schienengüterverkehr Verwendung. Güterverkehr in der Stadt ist auch der (meist unterirdische) Transport in Rohrsystemen u. ä. (Wasser-, Strom-, Gasversorgung und spezielle Liefersysteme). Ein öffentlich organisierter Güternahverkehr befindet sich erst in einer Diskussionsphase (neu entwickelte Transportsysteme, Verteilzentren / Umladestationen zur gemeinsamen Nutzung von Transportkapazitäten und Bündelung des Lkw-Verkehrs: wenige volle Lkw statt viele leere Lkw ins Stadtinnere). (Siehe auch Citylogistik)
Güterverkehr als normaler Güterumlauf vom Container zum Supermarkt, vom Verbraucher zur Müllentsorgung:
- Post- und Paketdienste,
- Speditions- und Lieferverkehre,
- Baustellenverkehre,
- Entsorgungs-, Recycling-, Müllfahrzeuge.

### Notversorgungs-, Rettungs- und Sicherheitsverkehre
Verkehr im Dienst der Allgemeinheit. Angewiesen auf das Funktionieren der städtischen Infrastruktur.
- Wartungsfahrzeuge für die öffentliche Versorgung,
- Rettungsfahrzeuge, Feuerwehr, Notversorgung
- Polizei, Sicherheitsdienste.

## Steuerung der Verkehrsströme
Ein ständig steigender technischer bzw. elektronischer Aufwand mit Kameras, Verkehrsleitzentralen, Satellitenüberwachung ist für das reibungsfreie Funktionieren des Stadtverkehrs unumgänglich.
- Bündelung zu Hauptverkehrsstrecken,
- Verkehrsfluss, -regulierung (Ampeln, Kreisverkehre, grüne Welle).
- Verkehrs - und Parkleitsysteme, Verkehrsfunk, computer- und satellitengestützte Routenplaner.
- ÖPNV: Leitung der Fahrgastströme auf leistungsfähige Hauptlinien (U-Bahn, Stadtbahn, MetroTram).

## Nationales

### Österreich
In Österreich wird der öffentliche Personenverkehr, der im Öffentlichen Personennah- und Regionalverkehrsgesetz 1999 (ÖPNRV-G) bundesweit geregelt ist, für den urbanen Raum explizit als Nahverkehr betrachtet, während ländlicher Raum unter Regionalverkehr subsumiert wird.
In Österreich gibt es keine Stadt, die nicht von Grüngürtel umgeben wäre, selbst Wien bricht noch gutteils innerhalb der Stadtgrenzen recht unvermittelt in Landwirtschaftszonen und Wald ab. In den wenigen urbanen Ballungsräumen, wie etwa entlang der Thermenlinie südwärts von Wien, im Oberösterreichischen Zentralraum, Salzburger Becken, Tiroler Inntal, Vorarlberger Rheintal, Klagenfurter Becken überlappen sich die urbanen Einzugsgebiete nur linienhaft entlang der Flüsse oder Verkehrsachsen.
Im Straßenverkehr gibt es seit der Überführung der ehemaligen Bundesstraßen (B-Nummerung beibehalten) in Landesverwaltung mit diesen und den Gemeindestraßen, und in Abgrenzung zu den noch in Bundesverwaltung stehenden Autobahnen/Schnellstraßen und den ausgewiesenen Europastraßen, ebenfalls eine klare Abgrenzung von Nah-/Regionalverkehr zu Fernverkehr, wobei in den wenigen Großstädten Österreich die Autobahnen oder Schnellstraßen jeweils auch eine wichtige Funktion als Stadtautobahn wahrnehmen.
In Folge werden Nah- und Regionalverkehr, also Orts- und ländlicher Verkehr, gemeinsam betrachtet, Verkehrsplanung findet heute durchwegs im Kontext zentralörtlicher Betrachtung und im Rahmen von Gemeindeverbänden statt. Die Verkehrsverbünde sind seit spätestens 2007 für jedes Bundesland eingerichtet (womit Österreich weltweit das erste Land mit flächendeckenden, alle öffentlichen Verkehrssysteme umfassenden Takt- und Tarifsystemen ist), hier wird nicht prinzipiell zwischen Stadt-Umland-Verkehr und anderen Verkehrssektoren unterschieden.